# 蟠桃会

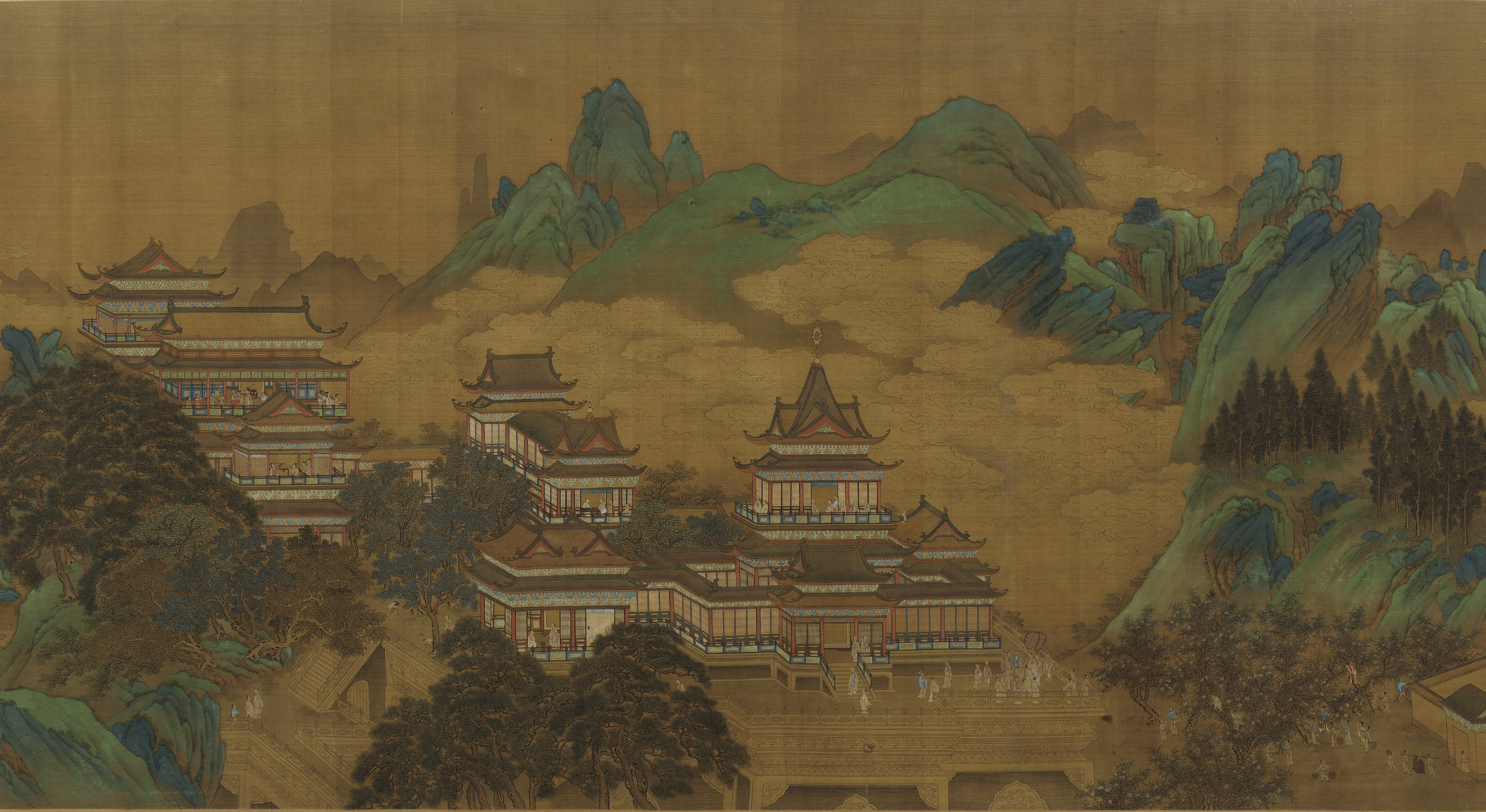
『西王母の蟠桃会』（方椿年/作、フリーア美術館所蔵）

蟠桃会（ばんとうえ）は、中国神話に登場する天界の瑶池に住み最高位の女仙・瑶池金母（西王母の道教における称号のひとつ）の伝統的な聖誕祭（陰暦の3月3日）である。この頃は陰の気が最も強くなる時期とされる。

## 概要
瑶池金母が主催する、長寿と富貴を象徴する宴会として知られ、「蟠桃勝会（ばんとうしょうえ）」、「蟠桃大会（ばんとうたいえ）」や「蟠桃宴会（ばんとうえんかい）」など異名を有す。その名の通り、神仙（神々と仙人達）が蟠桃を食する宴会である。
蟠桃会の開催の前に、瑶池金母が七仙女を派遣し、蟠桃園の中の蟠桃を採集する。上級の貴仙や地位の高い神族が天界の瑶池に集う。この時は、若くて美しい女仙の麻姑が、霊芝を醸した美酒を瑶池金母に捧げるために、祝いにやって来る。
瑶池金母の蟠桃園には、3600本の桃の木がある。手前の1200本は、3000年（地上での時間。以下全て同じ）に一度熟し、これを食べた者は仙人になれ、中ほどの1200本は、6000年に一度熟し、これを食べた者は、長生不老が得られ、奥の1200本は、9000年に一度熟し、これを食べた者は天地のあらん限り生き永らえるとされる。ちなみに天界と地上では時間の流れが異なる（天界の1日＝地上の1年。この思想は世界共通なようで、浦島太郎にも同様の描写がある）。

## 文学作品での蟠桃会
『西遊記』にも記述があり、果樹園の管理人に任じられた孫悟空が蟠桃会に自分だけ招かれなかったことを恨み、蟠桃園の中の桃を盗み食いしたほか、蟠桃会で狼藉を働いた。また沙悟浄はもともと天界で天帝に仕える高官・捲簾大将の地位にあったが、蟠桃会で玻璃の杯を手を滑らせて割ってしまい、罰として人間界に追放された設定である。同様に猪八戒も天の川の水軍を統括する天蓬元帥だったが、蟠桃会後、酔った勢いで出席者の一人である嫦娥に強引に言い寄った為、天界の刑罰を受けて下界に追放され、豚の妖怪に生まれ変わった設定である。
『鏡花縁』でも記述をみることができる。百花仙子が天界の繁栄を示すために、瑶池金母の蟠桃会に奇鳥や仙獣たちが召集され、舞い踊る。出席者の一人だった嫦娥が百花仙子に嫉妬心を抱き、瑶池金母の歓心を買うため、百花を一斉に咲かせようと提案したが、百花仙子の拒絶にあい破談となる。諸神の前で面目を潰された嫦娥は百花仙子への報復を行っている。
『封神演義』にも記述があり、瑶池金母の娘である竜吉公主は、蟠桃会で酒を奉じる時に天規（天界の戒律）を犯したので下界へ落とされ、鳳凰山の青鸞闘闕に住んでいる。
また、瑶池金母の蟠桃会は、『再生縁』・『東遊記』・『通俗大明女仙伝』・『韓湘子全伝』・『八仙得道伝』などの文学作品にも登場する。